# Jätten Vist

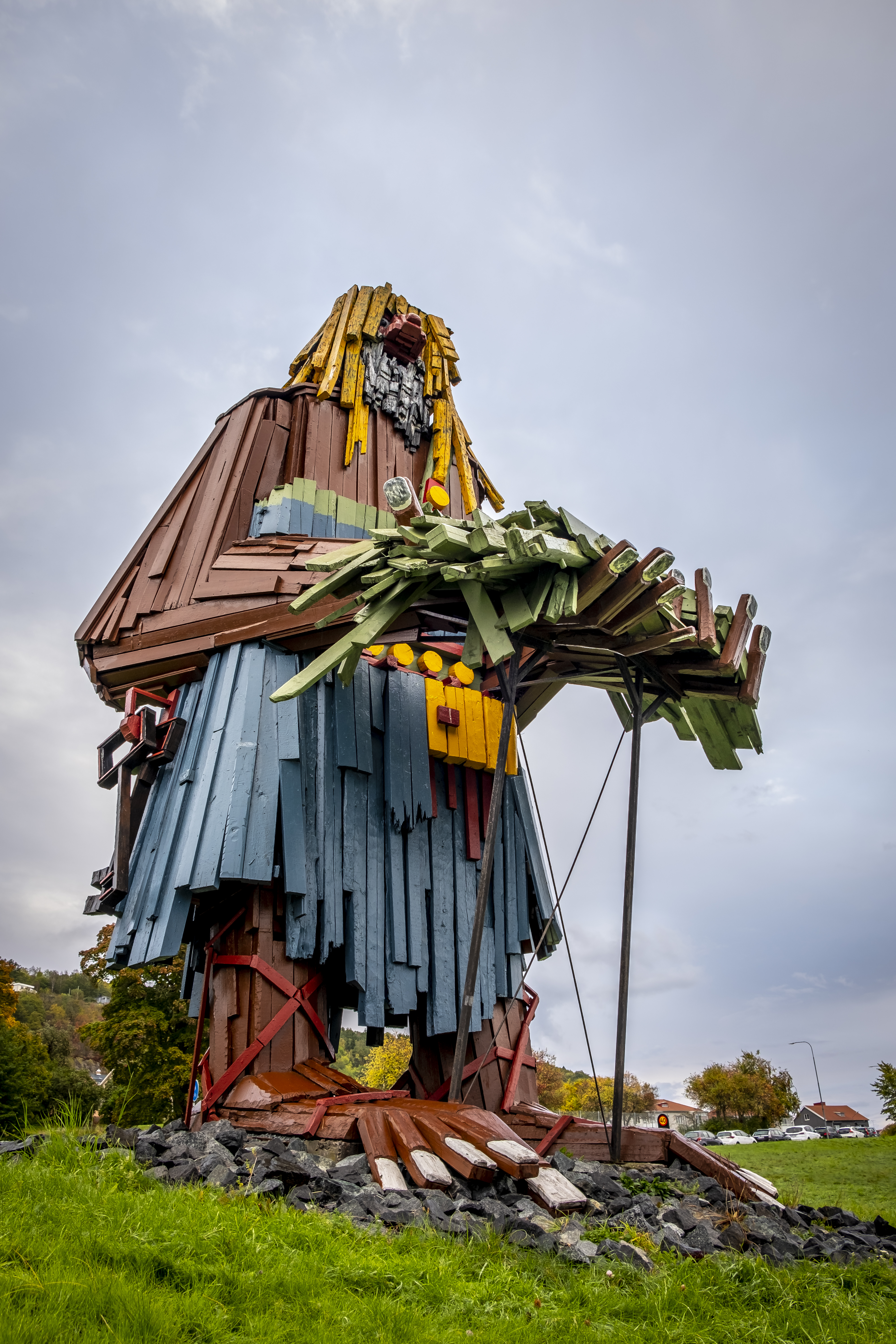
Jätten Vist-skulpturen 2018

Jätten Vist är enligt legenden en jätte som skapade Visingsö, då han och hans fru hade varit på fest i Västergötland och skulle kliva över Vättern tillbaka till Småland. Han tog då en stor tuva och kastade ut den i sjön för att kliva på, och den tuvan återfinns numera som Visingsö. Tuvan han tog blev då sjön Landsjön. 
Sedan 1969 finns en skulptur av Calle Örnemark, föreställande jätten Vist med sin tuva, vid Strandvägen i Huskvarna. Den restaurerades ett par månader före konstnärens död sommaren 2015.
Jätten Vist omnämns i första spåret Tror jag hittar hem på sångaren Lars Winnerbäcks skiva Eldtuppen.